# Oncidium hernandezii
Oncidium hernandezii är en orkidéart som beskrevs av Willibald Königer. Oncidium hernandezii ingår i släktet Oncidium och familjen orkidéer. Inga underarter finns listade i Catalogue of Life.